# Генерал-губернатор моря

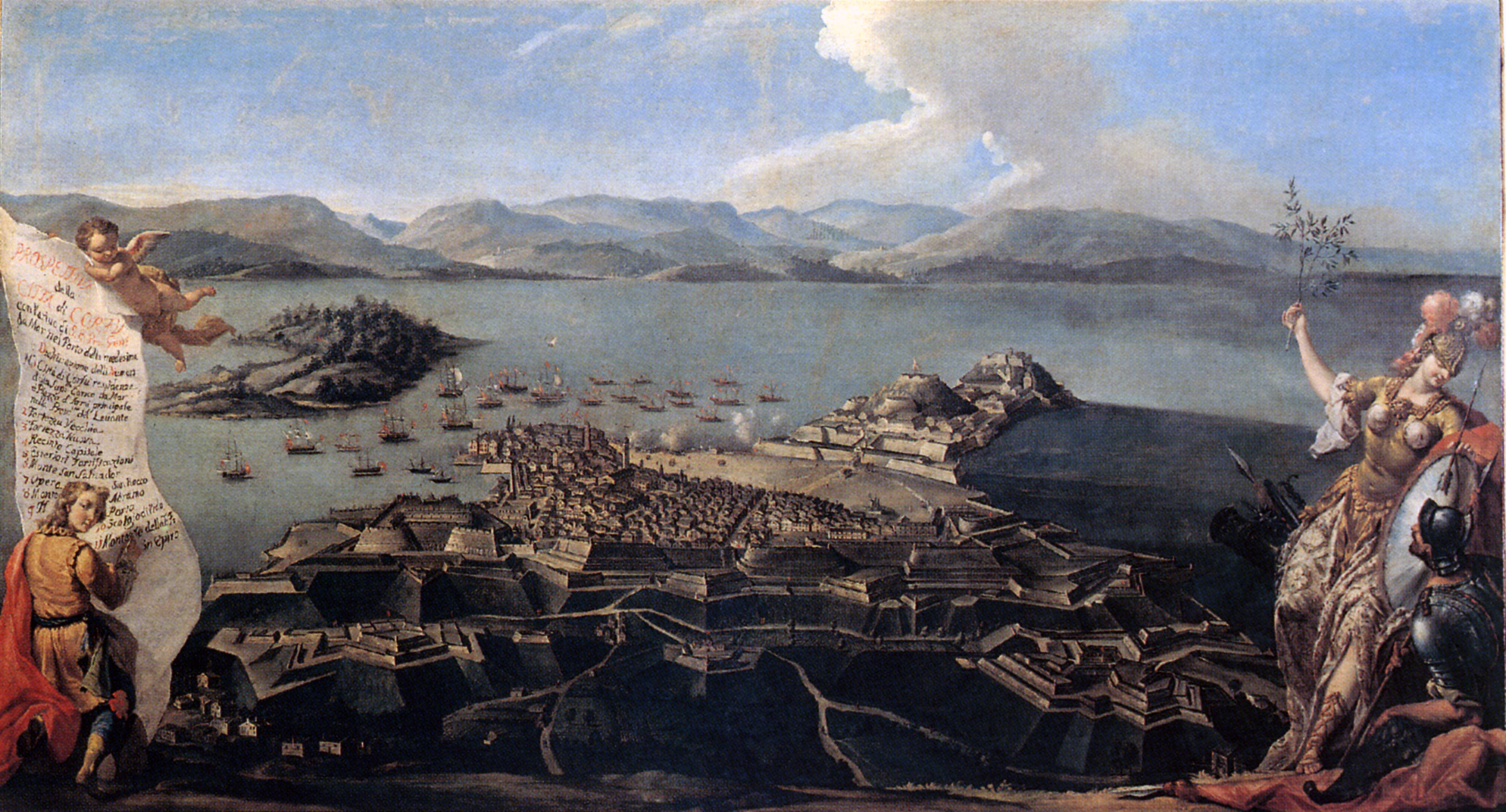
Прибуття нового Генерал-губернатора моря на Корфу в XVIII столітті

Генерал-губернатор моря (італ. Provveditore Generale da Mar) — вища посада у венеційському флоті та в венеційських заморських володіннях в мирний час.

## Опис
Генерал-губернатор моря був верховним головнокомандувачем венеційського флоту в мирний час. Під час війни його замінював Генерал-капітан моря (італ. Capitano Generale da Mar), що мав більш широкі повноваження. Посаду, зазвичай, обіймали на три роки, але під час війни призначення нового Генерал-капітана моря зазвичай супроводжувався також виборами нового Генерал-губернатора моря. З першої половини XVI століття генерал-губернатор моря також фігурує як губернатор венеційських Іонічних островів. Згодом це призначення стало регулярним (як італ. Provveditore Generale del Levante) зі своєю штаб-квартирою на іонічному острові Корфу. Генерал-губернатор моря був старшим цивільним і військовим губернатором Іонічних островів у мирний час.
Зазвичай він піднімав свій прапор на галері, хоча пізніше йому було дозволено замість нього використовувати вітрильний лінійний корабель. На знак його верховної влади на юті його судна встановлювалось три ліхтарі.
Під час війни, через участь Генерал-губернатора моря в діях флоту, його іноді заміняв Генерал-губернатор трьох островів (італ. Provveditore Generale delle Tre Isole), що стосувалось островів Корфу, Кефалонії та Закінтосу, пізніше перейменований на Генерал-губернатор чотирьох островів (італ. Provveditore Generale delle Quattro Isole) після приєднання до венеційських володінь острову Лефкада у 1684 році.
Посада була скасована після ліквідації Венеційської республіки та початку французького панування на Іонічних островах у червні 1797 року.

## Перелік Генерал-губернаторів моря
В період з 1684 по 1797 роки посаду Генерал-губернаторів моря обіймали такі особи: 
- Giacomo Corner, 1684-1687
- Andrea Navagier, 1687-1690
- Vicenzo Vendramin, 1690-1693
- Antonio Molin, 1693-1696
- Bortolo Contarini, 1696-1701
- Francesco Grimani, 1701-1704
- Francesco Grimani, 1705-1708
- Alvise Mocenigo, 1708-1711
- Agostin Sagredo, 1711-1714
- Daniel Dolfin IV, 1714-1715
- Андреа Пізані, 1715-1718
- Antonio Loredan, 1716-1718
- Zorzi Pasqualigo, 1718-1721
- Andrea Corner, 1721-1724
- Francesco Corner, 1724-1728
- Marcantonio Diedo, 1728-1731
- Nicolò Erizzo, 1731-1734
- Pietro Vendramin, 1734-1737
- Zorzi Grimani, 1737-1740
- Antonio Loredan, 1740-1743
- Daniel Dolfin ΙΧ, 1743-1746
- Antonio Marin Cavalli, 1746-1749
- Giovanni Battista Vitturi, 1749-1752
- Agostin Sagredo, 1752-1755
- Gerolamo Querini, 1755-1758
- Francesco Grimani, 1758-1761
- Alvise Contarini III, 1761-1764
- Antonio Marin Priuli, 1764-1767
- Andrea Donà, 1767-1770
- Pietro Querini, 1770-1773
- Antonio Renier, 1773-1776
- Giacomo Nani, 1776-1779
- Giacomo Gradenigo, 1779-1782
- Alvise Foscari, 1782-1783
- Nicolò Erizzo, 1784-1786
- Francesco Falier, 1787-1791
- Angelo Memmo, 1791-1794
- Carlo Aurelio Widmann, 1794-1797

## Галерея

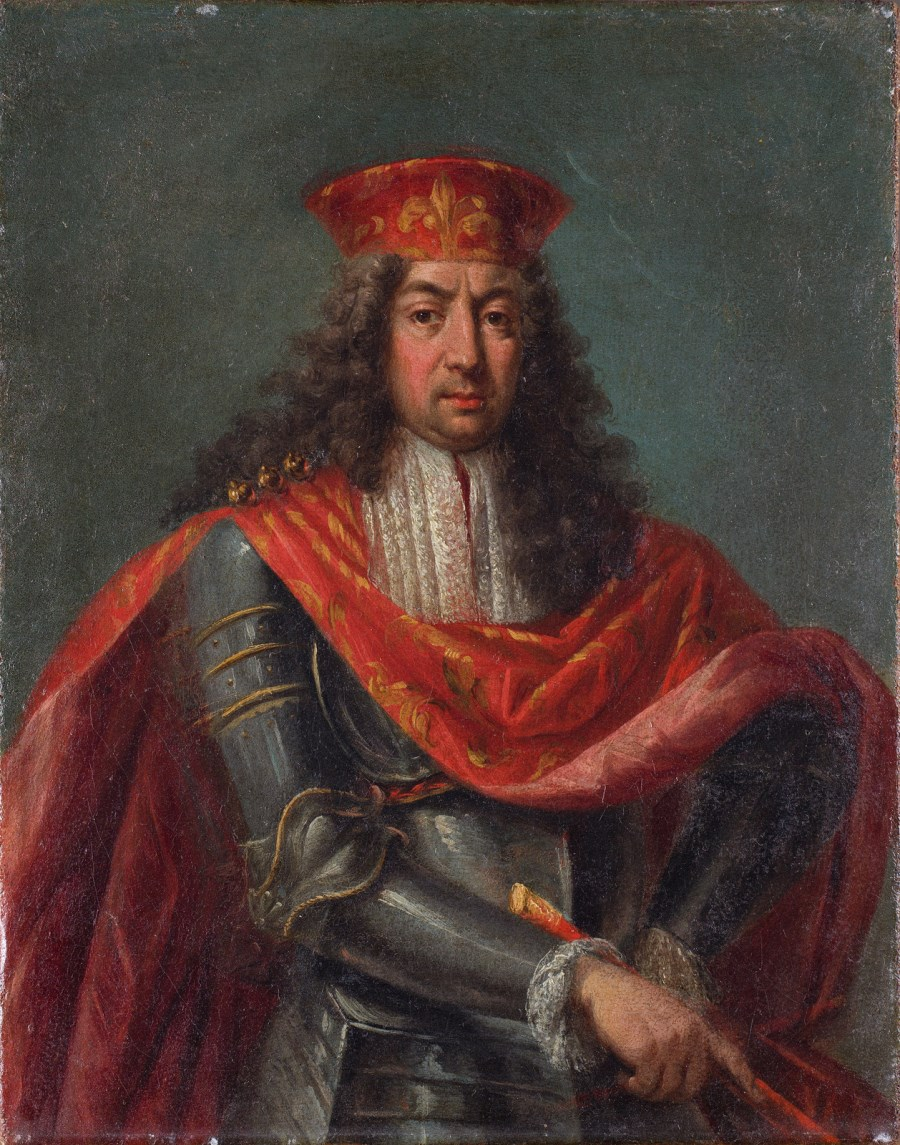
Джорджо Грімані (1687-1750), Генерал-губернатор моря (1737-1740). Дерево, олія, 28 х 37 см, венеційський художник, XVIII ст.
Джироламо Керіні, Генерал-губернатор моря (1755-1758). Фортунато Паскетті, Пінакотека Кверіні Стампалія, XVIII ст.
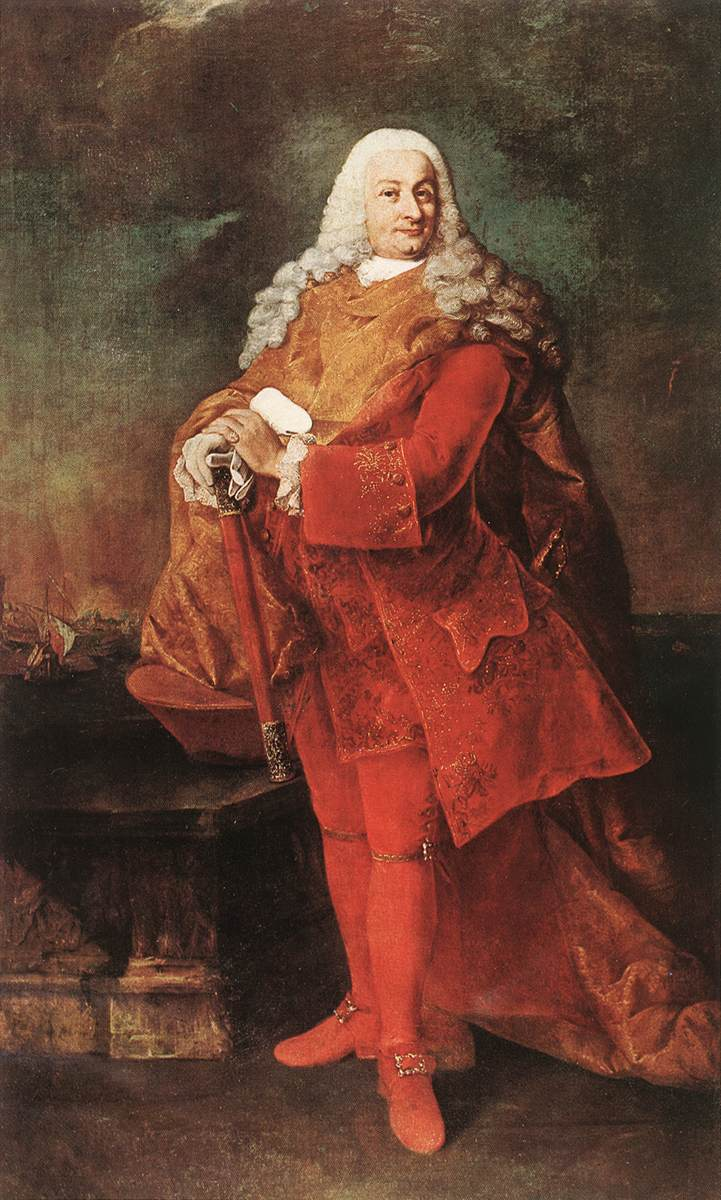
Антоніо Реньєр, Генерал-губернатор моря (1773-1776), брат дожа Паоло Реньєр. Алессандро Лонгі, XVIII століття.
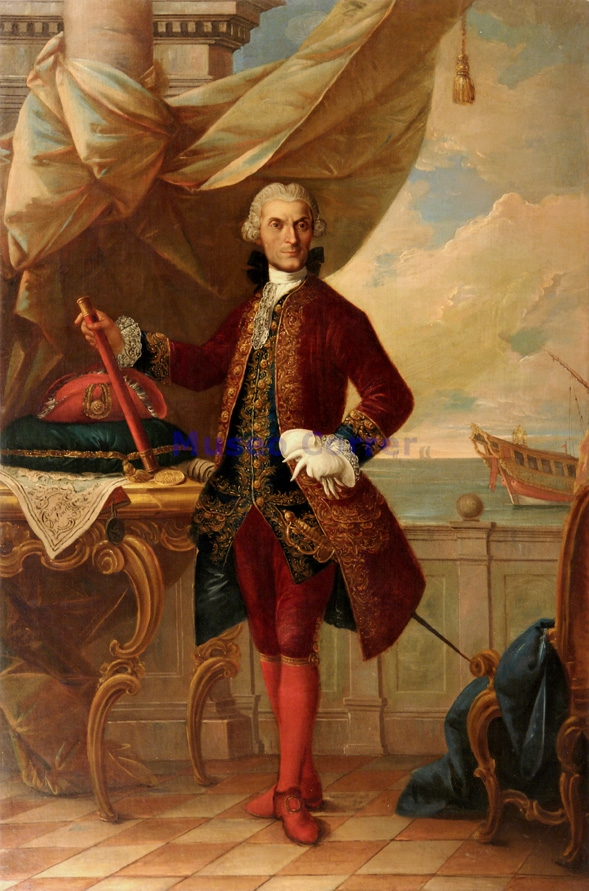
Джакомо Граденіго (1721-1796), Генерал-губернатор моря (1779-1782). Венеційська школа, XVIII ст.
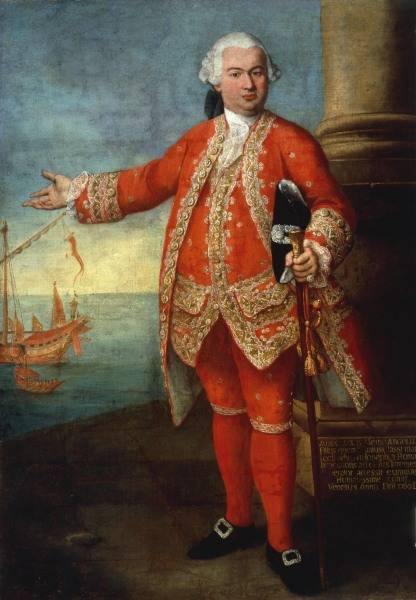
Анджело IV Меммо, Генерал-губернатор моря (1791-1794), Алессандро Лонгі. Олія на дереві, 191 х 140 см, Музей Коррер, Венеція.
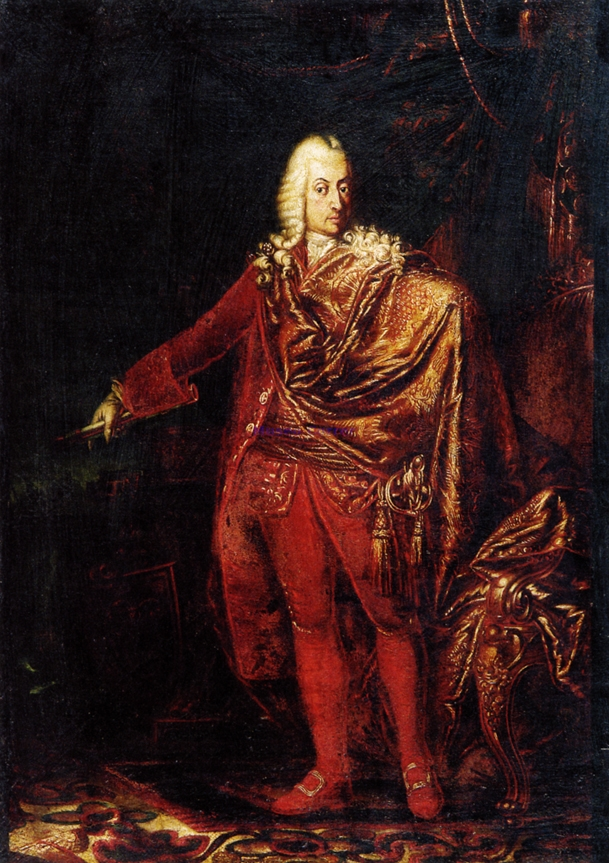
Карло Ауреліо Відманн, останній Генерал-губернатор моря (1794-1797). Гаетано Грезлер, XVIII ст.